# 索齒獸目
索齒獸目（学名：Desmostylia），又名索齒目、鏈齒獸目或束柱目，是已滅絕的水中哺乳動物，生存於3080萬-725萬年前漸新世晚期至中新世晚期。牠們的牙齒及骨骼形態顯示牠們是兩棲的草食性動物，生活於濱岸帶。由於牠們的臼齒很特別，每一個小齒都變成了空心的柱，因而得名。
索齒獸目的化石是在環太平洋的日本南部至俄羅斯、阿留申群島及北美洲的太平洋沿岸至下加利福尼亞州的南端發現。雖然索齒獸最初於1888年被奧塞內爾·查利斯·馬什根據一些牙齒及脊骨被分類為海牛，但這個分類卻一直存疑。於1898年，亨利·費爾費爾德·奧斯本基於索齒獸像乳齒象的頭顱骨及長鼻而認為牠是長鼻目的起源。最完整的索齒獸牙齒之一的標本是由古生物學家John Campbell Merriam所積存，他認為索齒獸的臼齒結構及在海床的不斷發現，顯示牠們是水中生活，故有可能是海牛。其他科學家則因為索齒獸最初只有一些頭顱骨碎片、牙齒及其他骨頭，而相信牠們有鰭及像鰭的尾巴，並認為牠們的起源是與單孔目（如鴨嘴獸）相同的。於1941年在庫頁島發現了索齒獸的完整骨骼，發現牠們是有四條腿的，而骨頭更像河馬般粗壯，故於1953年Roy H. Reinhart為牠們成立了獨立的索齒獸目。
索齒獸目除了像海牛及象外，牠們卻完全不像現今的生物。Douglas Emlong於1971年在俄勒岡州發現了新的Behemotops，顯示了早期的索齒獸目有著更像長鼻目的牙齒及顎骨。不過，牠們與海牛等其它近蹄類的關係卻仍未完全清楚。现在也有观点认为他们应该被分类在奇蹄目下。
索齒獸目可長成長達1.8米長，估計重量多於200公斤。

## 外部連結
- Introduction to Desmostylia
- Desmostylus （页面存档备份，存于） (in Dutch)